# Gesetz zur Beseitigung sozialer Überforderung bei Beitragsschulden in der Krankenversicherung
Das Gesetz zur Beseitigung sozialer Überforderung bei Beitragsschulden in der Krankenversicherung (KVBeitrSchG) ist ein Bundesgesetz der Bundesrepublik Deutschland. 
Das Gesetz vom 15. Juli 2013 wurde am 14. Juni 2013 vom Bundestag beschlossen und vom Bundesrat am 5. Juli 2013 gebilligt. Es entstand aus einer Initiative der Bundesregierung und trat am 1. August 2013 in Kraft.

## Inhalt
Das Gesetz betrifft den Bereich der Krankenversicherungen. Es soll Menschen helfen, die wegen finanzieller Probleme keine Krankenversicherung mehr haben. Ausstehende Beiträge können erlassen werden, der Säumniszuschlag wird gesenkt und ein Notlagentarif für privat Versicherte wird eingeführt.

### Aufnahmemöglichkeit bis zum 31. Dezember 2013
Die Versicherungspflicht in einer Krankenkasse besteht für gesetzliche Krankenversicherungen seit dem 1. April 2007, für private Krankenversicherungen seit dem 1. Januar 2009. Menschen, die seit Beginn der Versicherungspflicht keine Krankenversicherung haben, müssen sich bis zum 31. Dezember 2013 bei einer Kasse melden. Nach Angaben der Bundesregierung betrifft das rund 130.000 nicht krankenversicherte Menschen in Deutschland, bei denen oftmals hohe Schulden gegenüber Krankenversicherern entstanden sind.

### Reduzierung des Säumniszuschlags
Das Gesetz beinhaltet unter anderem die Reduzierung des bis 2013 bei monatlich 5 % liegenden, erhöhten Säumniszuschlages für Beitragsschulden in der Krankenversicherung auf den regulären Säumniszuschlag in Höhe von 1 % für gesetzlich krankenversicherte Beitragsschuldner. 
Bezüglich der Zinsen für ausstehende Beiträge verlautbart die Bundesregierung:

„Um durchzusetzen, dass die Beiträge gezahlt werden, war bislang ein Säumniszuschlag von fünf Prozent erhoben worden. Dies gilt für jeden angefangenen Monat im Rückstand. Durch den Säumniszuschlag sind die Rückstände noch zusätzlich höher geworden.“

Zukünftig soll deshalb nur der reguläre Säumniszuschlag in Höhe von einem Prozent gelten. Der gesetzlich vorgeschriebene Jahreszins entspräche dann statt 60 nur noch zwölf Prozent.

### Teilweiser Schuldenerlass
Auch ein teilweiser Schuldenerlass in Bezug auf Beitragsschulden für sogenannte nachrangig Versicherungspflichtige ist Regelungsgegenstand. 
Bezüglich der Schulden schreibt die Ärztezeitung: „Wer sich bis zum 31. Dezember bei einer Kasse meldet, dem werden die rückständigen Beiträge seit April 2007 und Säumniszuschläge von fünf Prozent je Monat erlassen.“ Insgesamt haben etwa  600.000 Menschen Beitragsschulden.

### Notlagentarif
Zudem wird mit der Norm ein Notlagentarif für Versicherte in der privaten Krankenversicherung eingeführt.

### Kritik
Rund einen Monat nach Ende der Aufnahmefrist beklagten Verbraucherschützer, dass der Schuldenerlass nur schleppend vorankäme. Die Krankenkassen bearbeiteten die Anträge der Betroffenen langsam, sodass sie ihre Schulden nicht zurückzahlen konnten. Zudem sei die Frist bis Ende 2013 zu kurz angesetzt gewesen.